# Kanton Gagny
Der Kanton Gagny ist seit 1967 ein französischer Wahlkreis im Arrondissement Le Raincy, im Département Seine-Saint-Denis und in der Region Île-de-France; sein Hauptort ist Gagny.

## Gemeinden
Der Kanton besteht aus zwei Gemeinden mit insgesamt 79.589 Einwohnern (Stand: 1. Januar 2022) auf einer Gesamtfläche von 13,69 km²:
| Gemeinde          | Einwohner 1. Januar 2022 | Fläche km² | Dichte Einw./km² | Code INSEE | Postleitzahl |
| ----------------- | ------------------------ | ---------- | ---------------- | ---------- | ------------ |
| Gagny             | 40.790                   | 6,83       | 5.972            | 93032      | 93220        |
| Neuilly-sur-Marne | 38.799                   | 6,86       | 5.656            | 93050      | 93330        |
| Kanton Gagny      | 79.589                   | 13,69      | 5.814            | 9310       | –            |

Bis zur Neuordnung bestand der Kanton Gagny aus der Gemeinde Gagny. Sein Zuschnitt entsprach einer Fläche von 6,83 km2.

## Bevölkerungsentwicklung
| 1962   | 1968   | 1975   | 1982   | 1990   | 1999   | 2006   |
| ------ | ------ | ------ | ------ | ------ | ------ | ------ |
| 29 004 | 35 780 | 36 772 | 34 861 | 36 059 | 36 715 | 37 729 |